# جان رندولف روانوک
جان رندولف روانوک (به انگلیسی: John Randolph of Roanoke) سناتور سابق عضو حزب دموکرات ایالات متحده آمریکا بود. وی در سال ۱۸۲۵ تا ۱۸۲۷ میلادی سناتور ایالت ویرجینیا در سنای ایالات متحده آمریکا بود.